# Bajo Boquete
Koordinaten: 8° 47′ N, 82° 26′ W

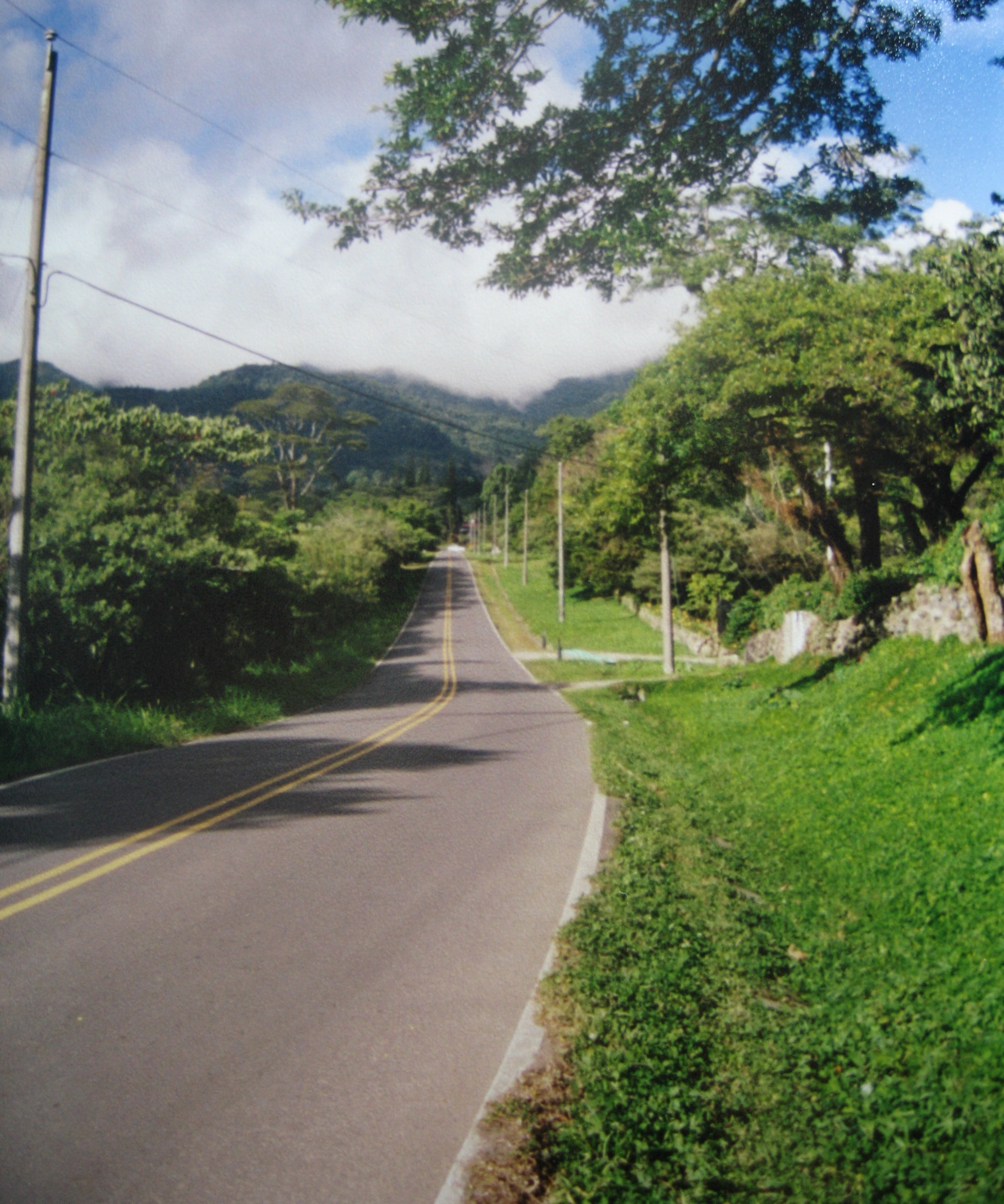
Die Straße, die einmal um die Stadt führt

Das kleine Städtchen  Bajo Boquete liegt in der Provinz Chiriquí im Bezirk Boquete des mittelamerikanischen Staates Panama und wird häufig auch nur als Boquete bezeichnet. Es liegt 40 km von Davíd und 480 Kilometer von der Hauptstadt entfernt. Die Stadt hat rund 6200 Einwohner (Berechnung 2006).

## Kultur und Wirtschaft
Jedes Jahr im Januar oder Februar findet in Bajo Boquete die Feria de las Flores y del Cafe statt, die auch viele Touristen anzieht. Im April werden dann die Orchideen mit dem Festival de las Orquidias gefeiert. Bajo Boquete ist vor allem berühmt für den Kaffee, die Blumen (Orchideen, Rosen, Chrysanthemen etc.) und Erdbeeren, die in dem milden Höhenklima (ca. 1200 m) angebaut werden. Die Kaffeebohnen Boquetes sollen die besten des Landes sein.
Weitere wichtige Anbauprodukte sind Zwiebeln, Kartoffeln, Möhren, Salat und Rote Bete.

## Tourismus
Bajo Boquete ist eine der bekanntesten Tourismusstädte Panamas. Die Durchschnittsjahrestemperatur beträgt 20° und sorgt für ein sehr angenehmes Klima, fast täglich fällt gegen frühen Abend ein wenig Regen der mit einer leichten Brise einhergeht und in seiner Regelmäßigkeit sogar einen Namen bekommen hat: Bajareque (feiner Nieselregen). 
Da das Klima angenehm ist und die Atmosphäre leicht verschlafen ist, wird Bajo Boquete mittlerweile immer mehr von europäischen und US-amerikanischen Auswanderern als Alterssitz gewählt.
Zahlreiche Unterkünfte und Restaurants bieten die Möglichkeit, länger dort zu verweilen. Ein Wanderweg führt an vielen Kaffeefeldern und -farmen vorbei und zeigt dabei auch die harten Arbeits- und Lebensbedingungen der (fast immer indianischen) Familien und Arbeiter.